# Vîșcetarasivka, Tomakivka
Vîșcetarasivka (în ucraineană Вищетарасівка) este o comună în raionul Tomakivka, regiunea Dnipropetrovsk, Ucraina, formată numai din satul de reședință.

## Demografie
Componența lingvistică a satului Vîșcetarasivka
     Ucraineană (92,56%)
     Rusă (6,76%)
     Alte limbi (0,56%)
Conform recensământului din 2001, majoritatea populației satului Vîșcetarasivka era vorbitoare de ucraineană (92,56%), existând în minoritate și vorbitori de rusă (6,76%).